# Ramona Ambs
Ramona Ambs (geb. 7. Juli 1974 in Freiburg im Breisgau) ist eine deutsche Journalistin und Autorin.

## Leben
Ramona Ambs besuchte die Schule in Freiburg im Breisgau und Heidelberg und studierte nach dem Abitur 1995 Pädagogik und Germanistik an der Ruprecht-Karls-Universität Heidelberg. Schon während des Studiums veröffentlichte sie einige ihrer Gedichte und Essays in Anthologien. Seit 2003 arbeitet sie als freie Journalistin und Autorin. Neben Erzählungen und Romanen schreibt sie u. a. für das jüdische Online-Portal Hagalil und die Jüdische Allgemeine. Sie zählt mit Vanessa F. Fogel, Olga Grjasnowa, Katja Petrowskaja, Julya Rabinowich und Channah Trzebiner zur dritten Generation deutschsprachiger jüdischer Autorinnen nach dem Holocaust. Zusammen mit Leo Fischer, Marit Hofmann, Elke Wittich und Svenna Triebler gründete sie Anfang des Jahres 2015 als satirisches Gegenmodell zu Krautreporter.de die „crossmediale Multiplattform“ Prinzessinnenreporter.de, deren selbstgesetztes Ziel „die Rettung des Online-Journalismus“ ist.
Ramona Ambs lebt in Heidelberg und arbeitet als Poesietherapeutin.

## Auszeichnung
- 1995 Scheffelpreis[5]

## Veröffentlichungen
- Schlagzeilen, 1996 (Anthologiebeitrag)
- Logbuch ins Abseits, Essen 1997 (Anthologiebeiträge) ISBN 3870340541
- Zuhause, keine Heimat?, 1998 (Anthologiebeitrag) ISBN 3898069966
- Das Weite wählen: Helle und dunkle Texte zum Thema Vertrauen, Zürich 1999 (Anthologiebeiträge) ISBN 3952057622
- Von rosa Kaninchen, in  Jüdische Identitäten in Deutschland nach dem Holocaust, Psychoanalyse – Texte zur Sozialforschung,  Heft 1/2012,
- Die radioaktive Marmelade meiner Großmutter, Mossautal 2013 (Roman) ISBN 978-3-939239-46-8
- Kranke Geschichten, Mossautal 2013 (Anthologiebeitrag)  ISBN 9783939239512
- Mrozek: ein Paragraphoman, Heidelberg 2015 (Roman) ISBN 9783738642643
- Beinah eine Blume, Norderstedt 2019 (Roman) ISBN 9783748178347
- Manifest mit Vogel, Norderstedt 2020 (Gedichte, Notizen, Skizzen) ISBN 9783751931557